# Вереш, Пальне
Пальне Вереш (венг. Veres Pálné, урождённая Хермин Каролина Беницки, венг. Beniczky Hermin Karolina, словац. Hermína Karolína Benická Verešová; 13 декабря 1815, Trebeľovce, Банска-Бистрицкий край — 28 сентября 1895, Váchartyán, Пешт) — венгерская учительница и феминистка, известная пропагандой прав женщин, открытием в Венгрии первой средней женской школы и основанием Венгерской национальной ассоциации женского образования.

## Жизнь
Хермин Беницки родилась 13 декабря 1815 года в Лази, тогда входившем в состав Австрийской империи. После замужества, согласно венгерской традиции, она носила имя своего мужа Пала Вереша, Пальне («не» означает «жена»). Её отец Пал Беницкий был протестантским землевладельцем из дворянской семьи из Нограда, а её мать Каролина Штурманн происходила из семьи, разбогатевшей благодаря торговле. Мартон Штурманн, дед Вереш, был венгерским патриотом и убеждённым протестантом. Когда Пальне достигла совершеннолетия, она переехала в Пешт, где познакомилась и подружилась с писателем Имре Мадачем. В Пеште она и умерла 28 сентября 1895 года.

## Активизм
Пальне Вереш, сама образованная женщина, основала в Венгрии в 1869 году первую среднюю школу для девочек. Она рассуждала, что девочек следует учить быть самодостаточными и учить ценить утончённую культуру, избегая при этом развития склонности к роскоши, которая может разорить даже самые богатые семьи. Девочек надо было учить быть представительницами Бога в их будущей семейной жизни, и воплощать в своём поведении христианские идеалы.
Сама школа была разделена на 11 классов: четыре начальных, четыре промежуточных и три высших. Учебная программа старших классов включала религиозное обучение, венгерский язык, венгерскую литературу, эстетику, педагогику, антропологию и психологию, логику; историю цивилизации (прежде всего в вопросах, касающихся женщин), алгебру и геометрию, немецкий язык, французский язык, рукоделие, вокальную и инструментальную музыку, гимнастику, математику и стереометрию, рисование.
Пальне Вереш была разочарована тем, что большой процент студенток отчислялся, не доходя до старших классов. Буржуазные и аристократические семьи, дочери которых были её ученицами, не видели практической пользы в том, чтобы их девочки посещали школу после определённого возраста. Старшие классы считались полезными только для молодых женщин, которые сами намеревались стать школьными учительницами. Но Пальне Вереш действительно удалось повлиять на высшую буржуазию и аристократию, чтобы они признали преимущества образования в целом для детей обоих полов.